# 渡辺美奈代 30th Anniversary Complete Singles Collection
『渡辺美奈代 30th Anniversary Complete Singles Collection』（わたなべみなよ サーティース アニバーサリー コンプリート シングルズ コレクション）は渡辺美奈代の5作目、CD2枚組ベスト・アルバム。2016年7月27日発売。発売元はソニー・ミュージックダイレクト。

## 解説
ソロデビュー30周年記念商品として、1986年のソロデビュー曲「瞳に約束」から1996年のMinayo名義「いろいろあったけど」までレーベルの枠を越え、CBS・ソニー（Sony Recordsを含む）、ファンハウス、キングレコードから発売された全17枚のシングルA面/B面を収録した初のコンプリート・シングルコレクション。
ベスト・アルバム初収録となるシングルA面曲は「オフロでGO!」「いろいろあったけど」の2曲。
収録音源は、リマスタリングが施され、Blu-spec CD仕様で発売。
歌詞ブックレット内には、シングルとアルバムのジャケット写真付ディスコグラフィと「ZENBU MINAYO」のスナップ写真に加え、渡辺からのデビュー30周年にあたってのコメントが掲載されている。
ジャケット写真は、シングル「いいじゃない」販促ポスターの別ショットが使われた。
初回限定仕様として、ソロデビュー30周年記念コンサート（2016年9月25日公演）のチケット優先購入予約券、およびコンサート終演後の握手会参加券が封入された。

## 収録曲

### Disc 1
1. 瞳に約束（4:15）
  - 作詞:秋元康／作曲・編曲:後藤次利
2. 少しおませな恋（4:00）
  - 作詞:秋元康／作曲・編曲:後藤次利
3. 雪の帰り道（3:55）
  - 作詞:秋元康／作曲・編曲:後藤次利
4. うさぎの耳（3:48）
  - 作詞:秋元康／作曲・編曲:後藤次利
5. TOO ADULT（3:54）
  - 作詞: 秋元康／作曲・編曲:後藤次利
6. カメオのコンパクト（4:15）
  - 作詞:秋元康／作曲・編曲:後藤次利
7. PINKのCHAO（3:41）
  - 作詞:秋元康／作曲・編曲:後藤次利
8. いじめないで（4:07）
  - 作詞:秋元康／作曲・編曲:後藤次利
9. アマリリス（3:58） 
  - 作詞:和泉ゆかり／作曲・編曲:後藤次利
10. 神様のタイミング（3:19） 
  - 作詞・作曲:遠藤京子／編曲:中村哲
11. ガールズ・オン・ザ・ルーフ（3:34）
  - 作詞・作曲:遠藤京子／編曲:中村哲
12. 雪華模様（4:07）
  - 作詞:和泉ゆかり／作曲・編曲:後藤次利
13. 両手いっぱいのメモリー（4:33）
  - 作詞:小林和子／作曲:和泉常寛／編曲: 中村哲
14. グッバイBOY（4:19）
  - 作詞:佐藤純子／作曲:和泉常寛／編曲:中村哲
15. ちょっとFallin' Love（3:16）
  - 作詞:文園千津子／作曲:鈴木慶一・渚十吾／編曲:鈴木慶一
16. ほめてよHold Me Tight（4:04）
  - 作詞:蓮田ひろか／作曲・編曲:鈴木慶一

### Disc 2
1. 抱いてあげる（3:36）
  - 作詞:滋田美佳世／作曲:鈴木慶一・渚十吾／編曲:鈴木慶一
2. Tururu（3:38）
  - 作詞:滋田美佳世／作曲:渚十吾／編曲:鈴木慶一
3. いいじゃない（3:59）
  - 作詞:滋田美佳世／作曲:鈴木慶一・渚十吾／編曲:鈴木さえ子
4. ラストダンスはあなたに（3:32）
  - 作詞:蓮田ひろか／作曲:鈴木慶一・渚十吾／編曲:鈴木慶一
5. 愛がなくちゃ、ネッ!（3:48）
  - 作詞:滋田美佳世／作曲:鈴木慶一・渚十吾／編曲:鈴木さえ子
6. キッスの蕾（3:13）
  - 作詞:覚和歌子／作曲:鈴木慶一・渚十吾／編曲:鈴木慶一
7. Winterスプリング、Summerフォール（3:19）
  - 作詞: 覚和歌子／作曲:鈴木慶一、渚十吾／編曲:鈴木慶一
8. OH, YES!（3:59）
  - 作詞:森浩美／作曲・編曲:Mark Davis
9. 恋愛（ロマンス）紅一点（4:21）
  - 作詞:松井五郎／作曲・編曲:井上ヨシマサ
10. 愛するより愛されたい（3:47）
  - 作詞:森浩美／作曲・編曲:Mark Davis
11. ピチカート・プリンセス（4:21）
  - 作詞:横山武／作曲: 井上ヨシマサ／編曲:ATOM
12. 夜明けのヒッチハイク（3:45）
  - 作詞・作曲:M.Murray,P.R.Callander／日本語訳詞:横山武／編曲:ATOM
13. Hanakoの結婚（4:32） 
  - 作詞・作曲・編曲:井上ヨシマサ
14. チャンスかもしれない（4:06） 
  - 作詞:佐藤純子／作曲:和泉常寛／編曲:中村哲
15. オフロでGO!（3:57） 
  - 作詞:佐伯里絵、補作詞:三浦徳子／作曲:北野誠／編曲:根岸貴幸
16. ごめんね…（4:15） 
  - 作詞:佐伯里絵／作曲:北野誠／編曲:根岸貴幸
17. いろいろあったけど（3:29） 
  - 作詞:秋元康／作曲:羽田一郎／編曲:樫原伸彦
18. 長い目で見てね（4:03） 
  - 作詞:秋元康／作曲:羽田一郎／編曲:樫原伸彦